# Radius (album)
Radius è il primo album da solista di Alberto Radius, pubblicato nel 1972.

## Il disco
Come riportato in copertina, il disco racchiude alcune jam session registrate il 3, 4, 5 e 6 luglio 1972, con la partecipazione di alcuni grandi nomi del rock italiano del periodo, da Demetrio Stratos a Vince Tempera, da Giulio Capiozzo a Gianni Dall'Aglio, da Franz Di Cioccio e Giorgio Piazza della Premiata Forneria Marconi (che in copertina adottano lo pseudonimo di Pappa & Ciccia) a Patrick Djivas (che, in seguito, entrerà nella PFM) ad Alberto Valli dei Flora Fauna Cemento.
Stratos, Capiozzo, Djivas ,Gaetano e Lambizi  vennero volutamente chiamati da Radius per la registrazione . 
Avevano  fondato da poco il gruppo Area, facevano già esibizioni live  e chiamarono proprio Area  ‘ il  brano  nel disco nato da un’idea di Lambizzi e sviluppato dal collettivo  Area.
Il tecnico del suono è Gaetano Ria, mentre il produttore è Lucio Battisti, che si cela dietro ad uno pseudonimo Lo Abracek (e che è anche autore del testo di una delle canzoni, Prima e dopo la scatola (in cui usa però lo pseudonimo Gias)).
La copertina di Caesar Monti raffigura Radius seduto all'interno di un frigorifero; al chitarrista sono state tirate addosso verdure e frutta, che lo hanno macchiato, ed in mano tiene una latta aperta di pomodori pelati.
Il disco è stato ristampato nuovamente in vinile nel 2008 in edizione limitata e numerata dalla BMG (numero di catalogo: 88697 36958 1), mentre in CD venne ristampato una prima volta nel 1995 dalla BMG in collaborazione con Vinyl Magic (numero di catalogo: 74321-26545-2) ed una seconda volta nel 2003 dalla sola BMG (numero di catalogo: 74321-98506-2) in edizione limitata e numerata.

Sulla registrazione di questo disco, Ellade Bandini ha raccontato questa vicenda: 
(Ellade Bandini)

## Tracce
LATO A
1. Rock n.1 (musica di Alberto Radius) - 6:42
2. To The Moon I'M Going (musica di Alberto Radius) - 7:28
3. Radius (musica di Alberto Radius) - 4:50

LATO B
1. Prima e dopo la scatola (testo di Lucio Battisti; musica di Alberto Radius) - 3:50
2. Area (musica di Alberto Radius) - 10:50
3. Il mio cane si chiama Zenone (musica di Alberto Radius e Vince Tempera) - 6:51

## Formazione
- Alberto Radius – voce, chitarra, basso
- Gianni Dall'Aglio – batteria
- Walter Bravi – basso
- Alberto Valli – chitarra
- Demetrio Stratos – voce, pianoforte, organo Hammond
- Tony Cicco – batteria
- Gabriele Biondi – basso
- Giorgio Piazza – basso
- Franz Di Cioccio – batteria
- Giulio Capiozzo – batteria
- Patrick Djivas – basso
- Johnny Lambizi – chitarra
- Ellade Bandini – batteria
- Vince Tempera – pianoforte
- Alfredo D'Aquino – violino
- Gaetano Leandro – sassofono tenore
- Gianni Bedori – sassofono soprano